# Сидар крик (језеро)
Сидар крик (енгл. Cedar Creek Lake) је вештачко језеро у Сједињеним Америчким Државама. Налази се на територији америчке савезне државе Тексас. Површина језера износи 132 km².